# Cephaliophora muscicola
Cephaliophora muscicola är en svampart som beskrevs av G.L. Barron, C. Morik. & Saikawa 1990. Cephaliophora muscicola ingår i släktet Cephaliophora, ordningen skålsvampar, klassen Pezizomycetes, divisionen sporsäcksvampar och riket svampar.   Inga underarter finns listade i Catalogue of Life.